# Alfred Stroppel
Alfred Stroppel (* 22. Juli 1934 in Berlin; † 6. September 2023 in Dettingen unter Teck) war ein deutscher Ingenieur und Agrarwissenschaftler insbesondere der Landtechnik, er war Professor für Verfahrenstechnik in der Pflanzenproduktion im Institut für Agrartechnik an der Universität Hohenheim.

## Leben und Wirken
Nachdem Stroppel 1954 das Abitur an der Gaußschule in Braunschweig abgelegt hatte, studierte er Maschinenbau mit Fachrichtung Landmaschinenbau an der Technischen Hochschule Braunschweig. Anschließend arbeitete er von 1960 bis 1967 als Forschungsingenieur und Oberingenieur am Institut für Landmaschinenbau der TH Braunschweig. 1967 wurde er in Braunschweig zum Dr. Ing. promoviert.
Von 1967 bis 1968 war Stroppel Entwicklungsingenieur bei der Firma Speiser in Göppingen und von 1968 bis 1973 Abteilungsleiter bei der Firma Fendt in Marktoberdorf.
Im Jahr 1973 wurde Stroppel als Professor auf den Lehrstuhl für Verfahrenstechnik in der Pflanzenproduktion an das Institut für Agrartechnik der Universität Hohenheim berufen.
Im Rahmen des Technologie-Transfer Projektes Baden-Württemberg war Stroppel als Geschäftsführer für den Geschäftsbereich Entwicklung der Traktorenfirma X. Fendt & Co beurlaubt. 1990 kehrte Stroppel auf den Lehrstuhl der Universität Hohenheim zurück und wurde 1996 pensioniert.

## Hauptforschungsgebiete
- Bodenbearbeitungs- und Bestelltechnik; Pflüge, Saatbeetbereitungsgeräte; Mechanisierung der Weizen- und Maisproduktion in Nordchina; Mais-Direktsaat; Traktor-Antriebskonzepte; stufen lose Getriebe; Traktor-Zapfwelle; Schlupfregelung.

## Selbstverwaltungsfunktionen
Stroppel übte folgende Funktionen in Hohenheim aus: 1983/1990/1991 Geschäftsführender Direktor des Instituts für Agrartechnik; 1991–1994 Dekan der Fakultät IV (Agrarwissenschaften II); Mitglied des Senats; Senatsbeauftragter für die Partnerschaften mit Agrar-Univ. Cluj-Napoca (Rumänien) und Agrartechnik-Univ. Moskau; Mithilfe beim Wiederaufbau ostdeutscher Agrartechnik-Institute: Institut für Agrartechnik in Potsdam-Bornim, Institut für Landtechnik an der TU Dresden.

## Mitgliedschaften und Ehrungen
- Vorsitzender des Arbeitskreises Forschung und Lehre der MEG
- 1996 Ehrendoktor der Agrar-Universität Cluj-Napoca (Rumänien)
- 1997 Ehrendoktor der Agrartechnik – Universität Moskau
- 1997 Bundesverdienstkreuz (am Bande des Verdienstordens)
- 2004 Ehrenprofessor der Agrartechnik Universität Moskau

## Publikationen (Auswahl)
- A. Stroppel: Konstruktive Probleme bei der Mechanisierung der Schrotfütterung. In: Grundl. D. Landt. Heft 18, 1963, 41–49
- A. Stroppel: Spannungszustände in lagernden körnigen Haufwerken in der Nähe einer ebenen Wand. (= VDI-Forschungsheft. Band 525). Düsseldorf 1968.
- A. Stroppel: Eine Methode zur Beurteilung von Bodenbearbeitungsverfahren im Hinblick auf die Schlagkraft. In: Grundl. D. Landt. Bd. 27, 1977, S. 214–218.
- A. Stroppel: Mechanisierung der Weizen- und Maisproduktion in Nordchina. (= VDI/MEG Kolloquium Agrartechnik. Heft 15). Gießen 1993.
- A. Stroppel, F. Görner: Ein neues Öko-Antriebskonzept für den leistungsstarken Traktor. In: Agrartechnische Forschung. Band 1, Heft 1, 1995, S. 34–45.